# Les Elgart
Les Elgart, né le 3 août 1917 à New Haven, au Connecticut, et mort le 29 juillet 1995 à Dallas au Texas, est un trompettiste et chef d'orchestre de jazz américain. Avec son frère Larry au saxophone, il a formé un orchestre très populaire au cours des années 1950 et 1960, grâce à une série d'albums à succès pour le label Columbia. 

## Biographie
Les Elgart a d'abord pris des leçons de piano de sa mère avant d'abandonner la pratique de l'instrument lorsqu'il est tombé sous le charme d'un clairon que possédait un ami d'enfance. Il a fait partie pendant deux ans d'un corps de clairons et tambours avant d'opter pour la trompette dans des formations de high school. À la fin de ses études secondaires, il a fait partie de petits groupes avant de se joindre à des orchestres plus renommés, tels ceux de Charlie Spivak, Bunny Berigan, Hal McIntyre, Harry James et Woody Herman. En 1945, il a décidé de former son propre orchestre, avec la participation de son frère Larry au saxophone. Mais le manque d'expérience s'ajoutant à un conflit de personnalité ont provoqué le démantèlement de la formation, chacun des deux frères dirigeant son propre orchestre.
Ayant réglé leurs différends après quelques années, Les et son frère se sont réunis. Grâce à une association avec Columbia en 1953, le nouvel orchestre a enregistré toute une série d'albums qui ont connu un grand succès de ventes grâce à la sonorité distinctive de la section de saxophones dirigée par Larry et les arrangements imaginatifs de Charlie Albertine qui ont donné à la formation une touche contemporaine. Les fréquentes prestations de l'orchestre dans les collèges et universités américains ont aussi largement contribué à sa popularité.
Les Elgart est le compositeur de Bandstand Boogie, qui a servi de thème à l'émission télévisée American Bandstand. Vers la fin des années 1950, il a peu à peu cédé la direction de l'orchestre à son frère, consacrant la majeure partie de son temps au côté affaires de la formation.

## Discographie

### Sous son propre nom

#### Enregistrements au format LP 33
- 1953 : Impressions of Outer Space ∫  LP 33 Brunswick Records - Brunswick BL58054
- 1953 : Sophisticated swing ∫  LP 33 Columbia Records - Columbia CL 536
- 1954 : Prom date ∫  LP 10' Columbia Records - Columbia CL 2503
- 1954 : Just one more dance ∫  LP 33 Columbia Records - Columbia CL 594
- 1954 : The Band of the year ∫  LP 33 Columbia Records - Columbia CL 619
- 1955 : The Dancing sound ∫  LP 33 Columbia Records - Columbia CL 684
- 1955 : Campus Hop ∫  LP 10' Columbia Records - Columbia CL 2578
- 1955 : More of Les ∫  LP 10' Columbia Records - Columbia CL 2590
- 1956 : For dancers only ∫  LP 33 Columbia Records - Columbia CL 803
- 1956 : The Elgart touch ∫  LP 33 Columbia Records - Columbia CL 875
- 1957 : For dancers also ∫  LP 33 Columbia Records - Columbia CL 1008
- 1957 : Les and Larry Elgart and their orchestra ∫  LP 33 Columbia Records - Columbia CL 1052 (mono) & CS 8092 (stéréo)
- 1959 : Les Elgart on tour ∫  LP 33 Columbia Records - Columbia CL 1291 (mono) & CS 8103 (stéréo)
- 1959 : The great sound of Les Elgart ∫  LP 33 Columbia Records - Columbia CL 1350 (mono) & CS 8159 (stéréo)
- 1960 : The Band with that sound ∫  LP 33 Columbia Records - Columbia CL 1450 (mono) & CS 8245 (stéréo)
- 1960 : Designs for dancing ∫  LP 33 Columbia Records - Columbia CL 1500 (mono) & CS 8291 (stéréo)
- 1961 : Half satin, half latin ∫  LP 33 Columbia Records - Columbia CL 1567 (mono) & CS 8367 (stéréo)
- 1961 : It's De-lovely (for dancing and listening) ∫  LP 33 Columbia Records - Columbia CL 1659 (mono) & CS 8459 (stéréo)
- 1962 : The twist goes to college ∫  LP 33 Columbia Records - Columbia CL 1785 (mono) & CS 8595 (stéréo)
- 1963 : Best band on campus ∫  LP 33 Columbia Records - Columbia CL 1890 (mono) & CS 8690 (stéréo)

#### Autres albums et compilations
- 196? : The Greatest dance band in the land ∫  LP 33 Harmony Records - Harmony HL 7374 et HS 11174
- 197? : The Greatest dance band in the land ∫  LP 33 Columbia Special Products- Columbia Special P 13168
- 198? : Les Elgart and his orchestra ∫  LP 33 Circle Records - Circle CLP 126*
- 1995 : Ain't We got fun (inclus 1 titre de Les and Larry Elgart) ∫  Cd Drive Archive - Archive DES2-41068

### Les and Larry Elgart
- 1958 : Sound ideas ∫  LP 33 Columbia Records - Columbia CL 1123 (mono) & CS 8002 (stéréo)
- 1963 : Big band hootenanny ∫  LP 33 Columbia Records - Columbia CL 2112 (mono) & CS 8912 (stéréo)
- 1964 : Command Performance ! Les and Larry plays the greatest dance hits ∫  LP 33 Columbia Records - Columbia CL 2221 (mono) & CS 9021 (stéréo)
- 1965 : The new Elgart touch ∫  LP 33 Columbia Records - Columbia CL 2301 (mono) & CS 9101 (stéréo)
- 1965 : Elgart au Go-Go ∫  LP 33 Columbia Records - Columbia CL 2355 (mono) & CS 9155 (stéréo)
- 1966 : Sound of the time ∫  LP 33 Columbia Records - Columbia CL 2511 (mono) & CS 9311 (stéréo)
- 1966 : Warn and Sensuous ∫  LP 33 Columbia Records - Columbia CL 2591 (mono) & CS 9391 (stéréo)
- 1967 : Girl watchers (…featuring music to watch girls by) ∫  LP 33 Columbia Records - Columbia CL 2633 (mono) & CS 9433 (stéréo)
- 1968 : The Wonderful world of today's hits ∫  LP 33 Columbia Records - Columbia CL 2780 (mono) & CS 9580 (stéréo)
- 1969 : Nashville country piano ∫  LP 33 Swampfire Records - Swampfire SF 201 (stéréo)
- 1969 : Nashville country brass ∫  LP 33 Swampfire Records - Swampfire SF 202 (stéréo)
- 1969 : Nashville country guitars ∫  LP 33 Swampfire Records - Swampfire SF 203 (stéréo)
- 1970 : Bridge over troubled water ∫  LP 33 Swampfire Records - Swampfire SF 207 (stéréo)
- 1972 : Wondefull world ∫  LP 33 Harmony Records - Harmony KH 32053 (stéréo)

#### Compilations et rééditions
- 1968 : Les and Larry Elgart's Greatest hits ∫  LP 33 Columbia Records - Columbia CS 9722 (stéréo)
- 1982 : Swingtime ∫  LP 33 Columbia Records - Columbia PC 38341 (stéréo)
- 2003 : Bandstand Boogie ∫  CD Collectables Records - n°?